# Wybory parlamentarne w Danii w 1977 roku
Wybory parlamentarne w Danii zostały przeprowadzone 15 lutego 1977. Wybory wygrała lewicowa partia Socialdemokraterne, zdobywając 37% głosów, co dało partii 65 mandatów w 179-osobowym Folketingecie. Frekwencja wyniosła 88,7%.
| Partia                       | % głosów | liczba mandatów |
| ---------------------------- | -------- | --------------- |
| Socialdemokraterne           | 37%      | 65              |
| Partia Postępu               | 14,6%    | 26              |
| Venstre                      | 12,0%    | 21              |
| Konserwatywna Partia Ludowa  | 8,5%     | 15              |
| Centrodemokraci              | 6,4%     | 11              |
| Socjalistyczna Partia Ludowa | 3,9%     | 7               |
| Komunistyczna Partia Danii   | 3,7%     | 7               |
| Det Radikale Venstre         | 3,6%     | 6               |
| Chrześcijańscy Demokraci     | 3,4%     | 6               |
| Partia Sprawiedliwości       | 3,3%     | 6               |
| Lewicowi Socjaliści          | 2,7%     | 5               |
| Stara Partia Obywatelska     | 0,9%     | -               |
| Suma                         | 100%     | 179             |